# Napomyza alpipennis
Napomyza alpipennis este o specie de muște din genul Napomyza, familia Agromyzidae. A fost descrisă pentru prima dată de Fallen în anul 1823.
Este endemică în Sweden. Conform Catalogue of Life specia Napomyza alpipennis nu are subspecii cunoscute.